# Kanton Mundolsheim
Der Kanton Mundolsheim war von 1973 bis 2015 ein französischer Wahlkreis im Département Bas-Rhin in der Region Elsass. Der Kanton hatte 47.466 Einwohner auf einer Fläche von 71,74 km² (Stand 2012).

## Geschichte
Am 22. März 2015 wurde der Kanton aufgelöst.

## Einwohnerzahlen der Gemeinden am 1.Januar2012 und Verbleib ab dem 1.Januar2015
Zum Kanton gehörten die folgenden Städte und Gemeinden:
| Gemeinde           | Einwohner 2012 | Arrondissement ab 2015 | Kanton ab 2015 |
| ------------------ | -------------- | ---------------------- | -------------- |
| Achenheim          | 2043           | Strasbourg             | Lingolsheim    |
| Breuschwickersheim | 1281           | Strasbourg             | Lingolsheim    |
| Eckbolsheim        | 6691           | Strasbourg             | Hœnheim        |
| Hangenbieten       | 1477           | Strasbourg             | Lingolsheim    |
| Ittenheim          | 2170           | Saverne                | Bouxwiller     |
| Lampertheim        | 2914           | Strasbourg             | Hœnheim        |
| Mittelhausbergen   | 1768           | Strasbourg             | Hœnheim        |
| Mundolsheim        | 4878           | Strasbourg             | Hœnheim        |
| Niederhausbergen   | 1361           | Strasbourg             | Hœnheim        |
| Oberhausbergen     | 4818           | Strasbourg             | Hœnheim        |
| Oberschaeffolsheim | 2200           | Strasbourg             | Lingolsheim    |
| Reichstett         | 4404           | Strasbourg             | Hœnheim        |
| Souffelweyersheim  | 1674           | Strasbourg             | Hœnheim        |
| Wolfisheim         | 3984           | Strasbourg             | Hœnheim        |